# Bantay
Bantay is een gemeente in de Filipijnse provincie Ilocos Sur op het eiland Luzon. Bij de laatste census in 2010 telde de gemeente ruim 34 duizend inwoners.

## Geografie

### Bestuurlijke indeling
Bantay is onderverdeeld in de volgende 34 barangays:
| - Aggay - An-annam - Balaleng - Banaoang - Barangay 1 - Barangay 2 - Barangay 3 - Barangay 4 - Barangay 5 - Barangay 6 - Bulag - Buquig | - Cabalanggan - Cabaroan - Cabusligan - Capangdanan - Guimod - Lingsat - Malingeb - Mira - Naguiddayan - Ora - Paing | - Puspus - Quimmarayan - Sagneb - Sagpat - San Isidro - San Julian - San Mariano - Sinabaan - Taguiporo - Taleb - Tay-ac |

## Demografie
Bantay had bij de census van 2010 een inwoneraantal van 34.323 mensen. Dit waren 1.149 mensen (3,5%) meer dan bij de vorige census van 2007. Ten opzichte van de census van 2000 was het aantal inwoners gegroeid met 3.804 mensen (12,5%). De gemiddelde jaarlijkse groei in die periode kwam daarmee uit op 1,18%, hetgeen lager was dan het landelijk jaarlijks gemiddelde over deze periode (1,90%).

De bevolkingsdichtheid van Bantay was ten tijde van de laatste census, met 34.323 inwoners op 76,6 km², 448,1 mensen per km².